# Вотерфлоу (Нью-Мексико)
Вотерфлоу (англ. Waterflow) — переписна місцевість (CDP) в США, в окрузі Сан-Хуан штату Нью-Мексико. Населення — 1554 особи (2020).

## Географія
Вотерфлоу розташований за координатами 36°45′19″ пн. ш. 108°28′11″ зх. д. / 36.75528° пн. ш. 108.46972° зх. д. (36.755245, -108.469761).  За даними Бюро перепису населення США в 2010 році переписна місцевість мала площу 22,60 км², з яких 21,56 км² — суходіл та 1,04 км² — водойми.

## Демографія
Згідно з переписом 2010 року, у переписній місцевості мешкало 1670 осіб у 515 домогосподарствах у складі 419 родин. Густота населення становила 74 особи/км².  Було 571 помешкання (25/км²).
Расовий склад населення:
| - 48,4 % — білих - 44,5 % — корінних американців - 0,7 % — чорних або афроамериканців - 0,2 % — азіатів - 0,1 % — вихідців з тихоокеанських островів - 2,7 % — осіб інших рас |

До двох чи більше рас належало 3,4 %. Частка іспаномовних становила 10,2 % від усіх жителів.
За віковим діапазоном населення розподілялося таким чином: 31,6 % — особи молодші 18 років, 59,1 % — особи у віці 18—64 років, 9,3 % — особи у віці 65 років та старші. Медіана віку мешканця становила 32,4 року. На 100 осіб жіночої статі у переписній місцевості припадало 97,2 чоловіків;  на 100 жінок у віці від 18 років та старших — 94,5 чоловіків також старших 18 років.
Середній дохід на одне домашнє господарство  становив 86 464 долари США (медіана — 61 250), а середній дохід на одну сім'ю — 79 973 долари (медіана — 79 952). За межею бідності перебувало 17,4 % осіб, у тому числі 15,1 % дітей у віці до 18 років та 6,5 % осіб у віці 65 років та старших.
Цивільне працевлаштоване населення становило 672 особи. Основні галузі зайнятості: освіта, охорона здоров'я та соціальна допомога — 28,6 %, транспорт — 22,0 %, виробництво — 13,7 %, мистецтво, розваги та відпочинок — 6,8 %.